# Kościół św. Bartłomieja w Szembruku
Kościół świętego Bartłomieja w Szembruku – rzymskokatolicki kościół parafialny należący do parafii pod tym samym wezwaniem (dekanat Łasin diecezji toruńskiej).
Jest to świątynia wzniesiona w latach 1715–16. Powstała dzięki staraniom Grzegorza Schmeltera, dziekana łasińskiego i szembruckiego, oraz miejscowego młynarza Mortęskiego. Kościół remontowany był w 1896 roku – dobudowano boczną kruchtę. Świątynia została odnowiona w 1960 roku. Kościół był remontowany w 1981 roku – wymieniono dachówki na blachę cynkową. W latach 2001–02 została wymieniona cała materia drewniana oprócz dachu i stropu.
Budowla jest drewniana i wybudowana została w konstrukcji zrębowej. Świątynia jest orientowana. Jej prezbiterium jest mniejsze w stosunku do nawy, zamknięte jest trójbocznie, z boku są umieszczone: zakrystia i składzik. Z boku nawy znajduje się kruchta. Od frontu jest umieszczona trzykondygnacyjna wieża, konstrukcji słupowo-ramowej. Zwieńcza ją stożkowy blaszany dach hełmowy z latarnią i chorągiewką z datą „1741”. Dzwon powstał w 1711 roku i pochodzi z odlewni gdańskiej. Świątynię nakrywa dach jednokalenicowy, pokryty blachą. Wnętrze nakryte jest pozornymi sklepieniami kolebkowymi. Chór muzyczny jest podparty dwoma słupami i dziesięcioma kolumnami. Na chórze są umieszczone organy neoklasycystyczne, przebudowane w 1948 roku przez Eugeniusza Grudzińskiego. Belka tęczowa jest ozdobiona barokową Grupą Ukrzyżowania. Polichromia w stylu barokowym pochodzi z 1 połowy XVIII wieku. W prezbiterium znajduje się przedstawienie Matki Bożej Niepokalanie Poczętej i czterech Ewangelistów. W nawie są umieszczeni: patron Święty Bartłomiej, Anioł i czterech Świętych: Grzegorz, Wojciech, Roch i Sebastian. Tłem polichromii jest niebieskie niebo z gwiazdami. Ołtarz główny i dwa ołtarze boczne w stylu barokowym powstały w 1 połowie XVIII wieku. Ambona w stylu późnorenesansowym została wykonana w 1 połowie XVII wieku. Chrzcielnica w stylu barokowym pochodzi z XVII wieku i jest ozdobiona rzeźbioną grupą Chrztu w Jordanie z XVIII wieku. Konfesjonał powstał w 1751 roku. Dwie ławy kolatorskie i ławki zostały wykonane w XVIII wieku. Kropielnica granitowa pochodzi z czasów średniowiecza.